# 5698 Nolde
5698 Nolde è un asteroide della fascia principale. Scoperto nel 1971, presenta un'orbita caratterizzata da un semiasse maggiore pari a 3,1146556 UA e da un'eccentricità di 0,1191627, inclinata di 1,56142° rispetto all'eclittica.